# Microtus pinetorum
Microtus pinetorum (Полівка лісова) — вид гризунів родини Хом'якові (Cricetidae).

## Проживання
Країни проживання: Канада (Онтаріо, Квебек), США. Живе в найрізноманітніших місцях проживання, але в багатьох областях воліє височини лісистих районів з товстим шаром пухкого ґрунту і перегною.

## Морфологічні особливості
Голова і тіло довжиною в діапазоні 83-120 мм з хвостом завдовжки 15-40 мм. Вага 14-37 грам. Має коричневу (світлу чи темну) спинну область з білим або сріблястим низом. Очі, зовнішні вуха і хвіст скорочені, щоб адаптуватися до їх частково підземного способу життя.

## Життя
Розмножуватись може в будь-кий сезон року. Буває 1-4 приплоди на рік; розмір приплоду становить 1-5 дитинчат. Живуть у вільних соціальних групах. Їсть коріння, цибулини, насіння, фрукти та іншу рослинну сировину. Активність протягом дня, цілий рік.